# Salome Gluecksohn-Waelsch
Salome Gluecksohn-Waelsch (Gdansk, 6 d'octubre de 1907 - Nova York, 7 de novembre de 2007) va ser una embriòloga alemanya, considerada una de les fundadores de la genètica del desenvolupament.
Gluecksohn-Waelsch va néixer a Gdańsk, Alemanya filla de Nadia i Ilya Gluecksohn. Va créixer a Alemanya entre la I Guerra Mundial i la II Guerra Mundial, on la seva família es va enfrontar amb dificultats, incloent la mort del seu pare en l'epidèmia de grip de 1918, la forta inflació de la postguerra i l'intens sentiment antisemita.
Va estudiar química i zoologia en Königsberg i Berlín. El 1928 va entrar al Laboratori de Hans Spemann com a estudiant de doctorat. Allí va conèixer a Viktor Hamburger, qui la va introduir a la naixent ciència de la genètica i a Conrad Hal Waddington, amb qui va travar una gran amistat. El 1932 va obtenir el doctorat pel seu treball sobre el desenvolupament embrionari de les extremitats de les salamandres aquàtiques. El mateix any es va casar amb el bioquímic Rudolph Schönheimer, amb qui va escapar de l'Alemanya el 1933 per emigrar als Estats Units, fugint de l'ocupació nazi. El mateix any van emigrar també Hamburger i Curt Stern i, més tard, Richard Goldschmidt.
Als Estats Units Gluecksohn-Schoenheimer va començar a treballar com a tècnica en el laboratori de Samuel Detwiler, però aviat va abandonar aquest lloc per passar a ser professora a la Universitat de Colúmbia, el 1936, al laboratori del genetista Leslie C. Dunn, que estava treballant sobre mutacions genètiques en ratolins que semblaven ser responsables de malformacions relacionades amb l'eix corporal. En la introducció al seu primer article sobre els ratolins sense cua, Gluecksohn-Schoenheimer va presentar el primer manifest programàtic de la futura genètica del desenvolupament, distingint-la de l'embriologia experimental.
El 1938 va adquirir la ciutadania nord-americana i, després de la mort de Schönheimer el 1941, es va casar amb el neuroquímic Heinrich Waelsch el 1943, amb qui va tenir dos fills.
A partir de llavors, la seva investigació es va anar centrant progressivament en el paper dels gens en el desenvolupament. No obstant això, fins a mitjans dels anys setanta no van estar disponibles les tècniques moleculars que van possibilitar la fundació de la moderna genètica del desenvolupament.
Les polítiques de la Universitat de Colúmbia no li permetrien assolir una posició docent, fins i tot després de molts anys productius d'investigació. Va abandonar la Universitat de Colúmbia el 1953 per iniciar una càtedra d'anatomia al recentment fundat Col·legi de Medicina Albert Einstein (AECOM), on es va convertir en professora titular el 1958 i va exercir la càtedra de genètica molecular des de 1963 fins a 1976. Va rebre l'estatus de professora emèrita el 1978, però va continuar investigant activament durant molts anys més, publicant i participant en conferències científiques fins als anys noranta.
De 1968 a 1983 va col·laborar amb Carl Ferdinand Cori, guanyador del Premi Nobel de Fisiologia o Medicina de 1947.
Va morir un mes després del seu 100 aniversari a la ciutat de Nova York.